# Micropterus chattahoochae
A Micropterus chattahoochae a sugarasúszójú halak (Actinopterygii) osztályának sügéralakúak (Perciformes) rendjébe, ezen belül a díszsügérfélék (Centrarchidae) családjába tartozó faj.

## Előfordulása
A Micropterus chattahoochae előfordulási területe az észak-amerikai kontinensen van. Az Amerikai Egyesült Államok egyik endemikus hala; kizárólag Georgia állam nyugati felén lévő Chattahoochee folyóban - amelyről nevét kapta - és az ebbe ömlő patakokban található meg.

## Megjelenése
Eddig a legnagyobb kifogott egyede 3,7 centiméteres volt. A hátúszóján 10 tüske és 11-14 sugár van, míg a farok alatti úszóján 3 tüske és 10-11 sugár van. Az oldalvonalán 61-67 pikkely látható. Az úszóin nagy narancssárga foltok vannak.

## Életmódja
Szubtrópusi, édesvízi halfaj, amely az iszapos és homokos mederfenék közelében él.